# Langeoog II
Die Langeoog II ist ein Seebäderschiff der Schiffahrt der Inselgemeinde Langeoog. Es wird zu Fahrten zu den Seehundsbänken sowie zu den Nachbarinseln Spiekeroog und Baltrum, seltener im Ergänzungsverkehr der Hauptfähren Langeoog III und Langeoog IV eingesetzt. Gebaut wurde das Schiff auf der Schiffswerft Julius Diedrich in Oldersum.
Vorgängerschiff der Langeoog II war das unter dem heutigen Namen Harle Kurier fahrende Schiff.